# Долон
Долон (фр. Dollon) је насељено место у Француској у региону Лоара, у департману Сарт.
По подацима из 2011. године у општини је живело 1499 становника, а густина насељености је износила 59,02 становника/km².

## Демографија
| 1962. | 1968. | 1975. | 1982. | 1990. | 2011. |
| ----- | ----- | ----- | ----- | ----- | ----- |
| 1.286 | 1.244 | 1.125 | 1.109 | 1.200 | 1.499 |